# Тоутоваї великоголовий
Тоутоваї великоголовий (Petroica macrocephala) — вид горобцеподібних птахів родини тоутоваєвих (Petroicidae). Ендемік Нової Зеландії.

## Таксономія і еволюція
Великоголовий тоутоваї є одним з чотирьох птахів роду Тоутоваї, що мешкають в Нової Зеландії. Його предки населили острови, мігрувавши з Австралії. Дослідники вважали, що предком великоголового тоутоваї є червоноволий тоутоваї, однак пізніші дослідження спростували цю гіпотезу. Імовірно, хвиль колонізацій були дві: нащадками одної є довгоногий і білолобий тоутоваї, а другої- чатамський і великоголовий тоутоваї.
Виділяють п'ять підвидів великоголового тоутоваї, кожен з яких мешкає на окремому острові або групі островів. Чотири з п'яти підвидів дослідники пропонували виділити в окремі види, однак генетичні дослідження показали, що ці підвиди відокремились один від одного зовсім недавно.
- P. m. toitoi (Lesson, 1828) (Північний острів і сусідні острови);
- P. m. macrocephala (J. F. Gmelin, 1789) (Південний острів, острів Стюарт і сусідні острови);
- P. m. dannefaerdi (Rothschild, 1894) (острови Снерс[en]);
- P. m. chathamensis C. A. Fleming, 1950 (острів Чатем);
- P. m. marrineri (Mathews & Iredale, 1913) (Оклендські острови).

Маорі називають підвид велкоголового тоутоваї з Північного острова "міроміро", а підвид з південного острова- "нґірунґіру".

## Опис
Довжина птаха становить 13 см, вага 11 г. Він має порівняно велику голову і короткий дзьоб. У самців підвида P. m. toitoi голова, спина і крила чорні, на крилах білі смуги, живіт білий. Представники підвидів P. m. macrocephala, P. m. chathamensis і P. m. marrineri схожі між собою. Вони вирізняються чорною головою, спиною і крилами, жовтими грудьми і білим животом. Самиці цих підвидів коричневого кольору. Представники підвиду P. m. dannefaerdi повністю чорного кольору.
Підвиди, що мешкають на невеликих островах набагато більші за підвидів з Північного і Південного островів, що відповідає правилу Фостера. Тоді як птахи з Північного і Південного островів важать в середньому 11 г, птахи з невеликих островів досягають ваги в 20 г.

## Поширення і екологія
Великоголовий тоутоваї є ендеміком Нової Зеландії. Він мешкає на двох головних островах, на острові Стюарт, на віддалених архіпелагах: на островах Снерс і Оклендських островах відповідно на 200 і 465 км на південь від Нової Зеландії і на острові Чатем, що знаходиться більш ніж на 800 км на схід, посеред Тихого океана. Цей вид птахів мешкає як в лісах, так і на трав'янистих просторах, характерних для субарктичних островів Нової Зеландії.

## Раціон
Великоголовий тоутоваї переважно комахоїдний. Взимку і восени він може вживати фрукти. Шукає здобич серед рослинності. Підвид P. m. dannefaerdi шукає здобич на землі.